# Avolsheim
Avolsheim (en alsacià Àvelse) és un municipi francès, situat a la regió del Gran Est, al departament del Baix Rin. L'any 1999 tenia 657 habitants. Limita amb els municipis de Wolxheim, Soultz-les-Bains, Dachstein i Ergersheim-sur-Bruche.
Forma part del cantó de Molsheim, del districte de Molsheim i de la Comunitat de comunes de la Regió de Molsheim-Mutzig.

## Demografia
| 1962 | 1968 | 1975 | 1982 | 1990 | 1999 |
| ---- | ---- | ---- | ---- | ---- | ---- |
| 478  | 487  | 513  | 513  | 567  | 657  |

## Administració
| Període | Identitat     | Partit | Qualitat |  |
| ------- | ------------- | ------ | -------- |  |
| 2008-   | Gérard Gendre |        |          |  |

## Galeria d'imatges

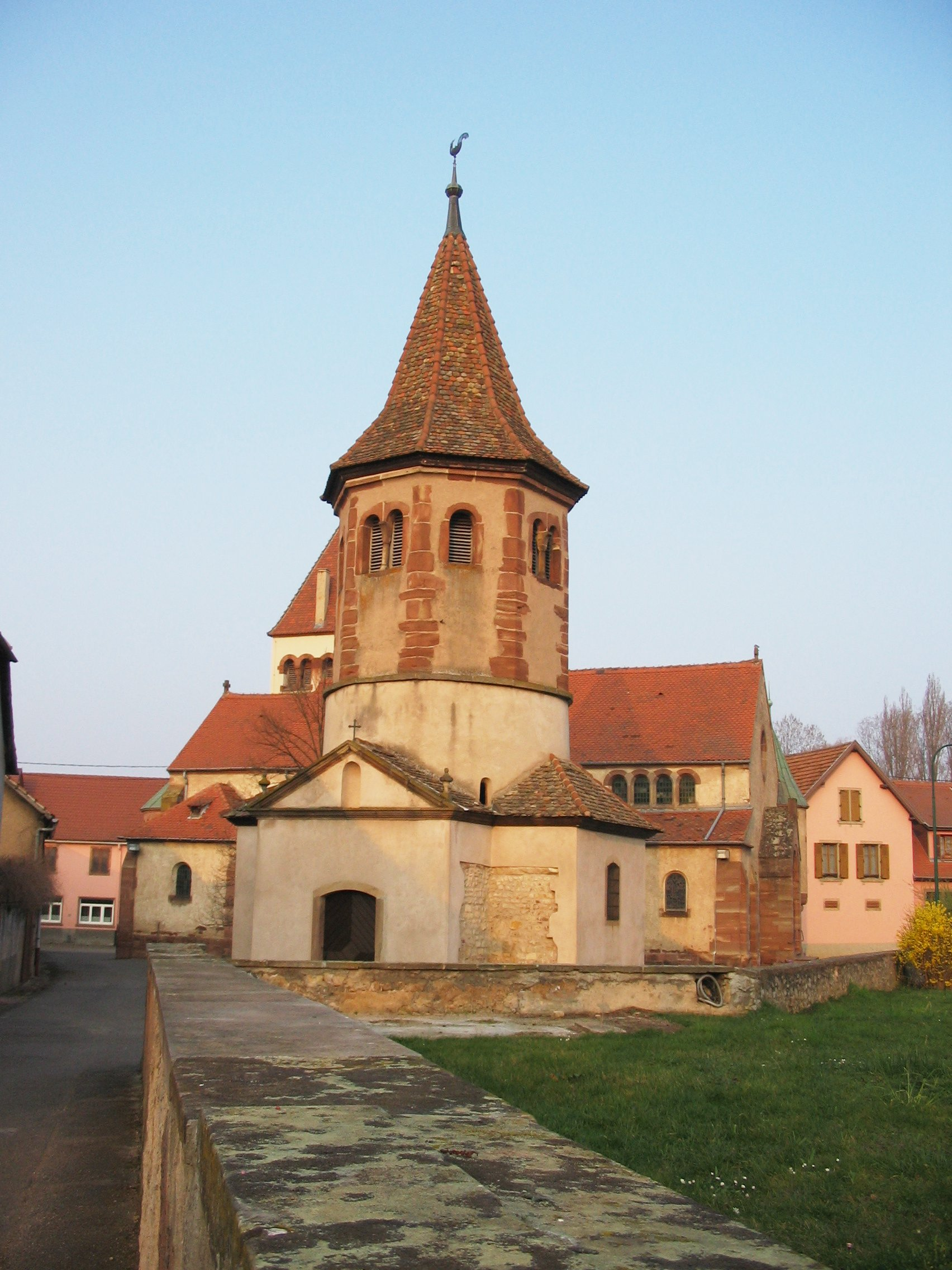
Església Saint-Ulrich
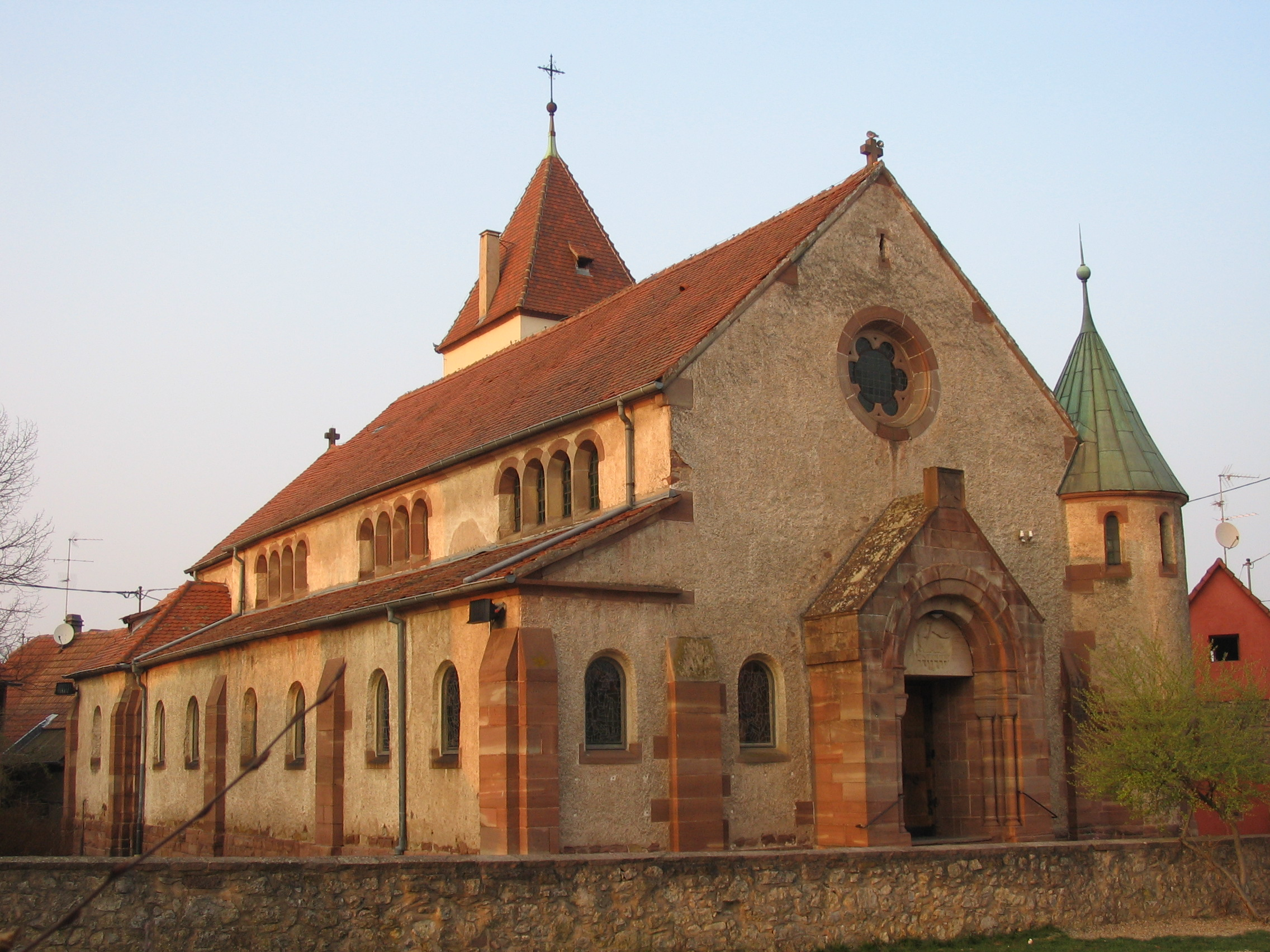
Església Saint-Materne
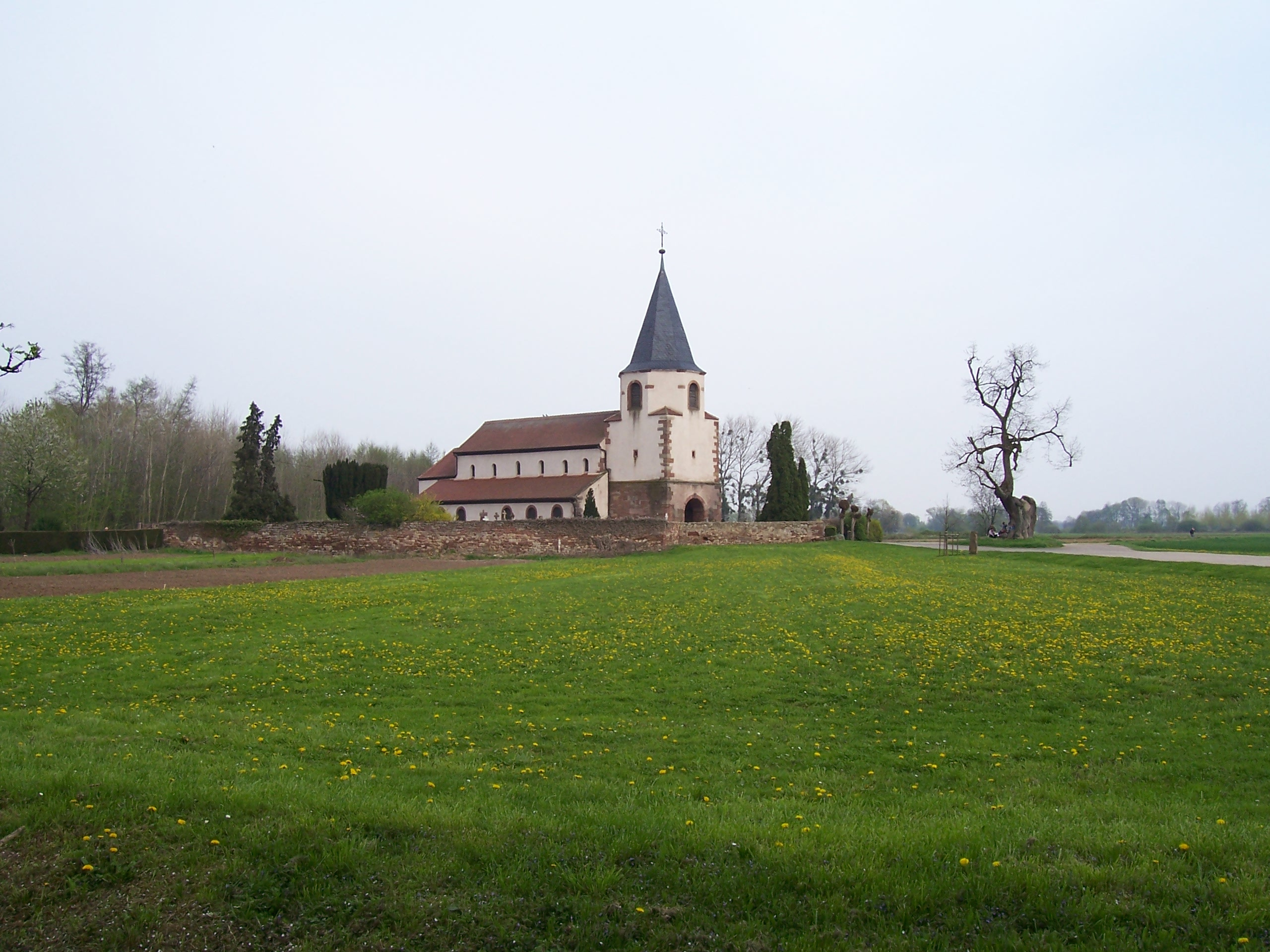
Església de Dompeter